# 趙汝湧
趙汝湧（?—?），山東省登州府蓬萊縣人，清朝政治人物、進士出身。
光緒二十四年（1898年），参加光緒戊戌科殿試，登進士二甲22名。同年五月，以主事分部学习。